# Radio De Kroon

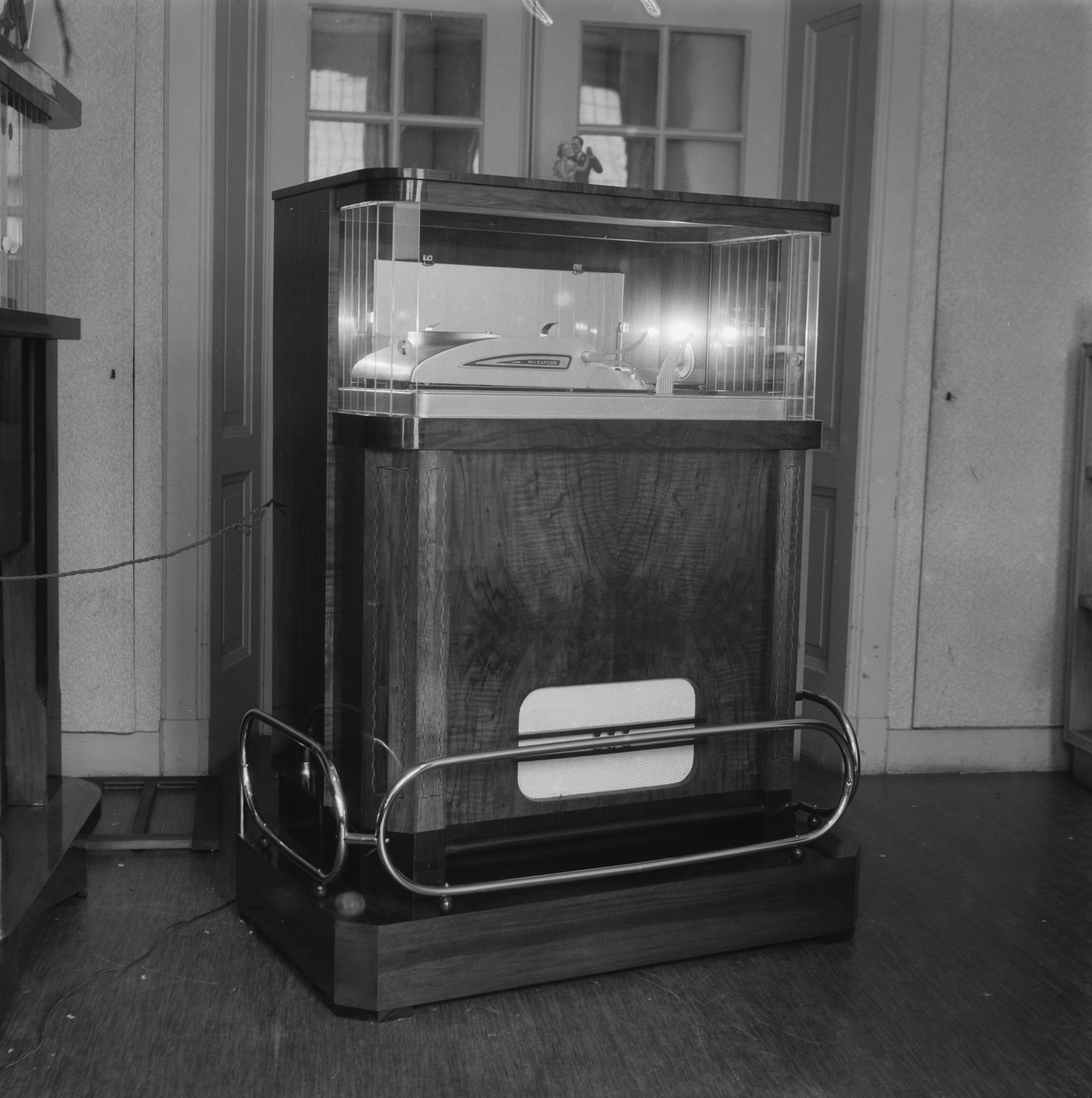
Wikafoon

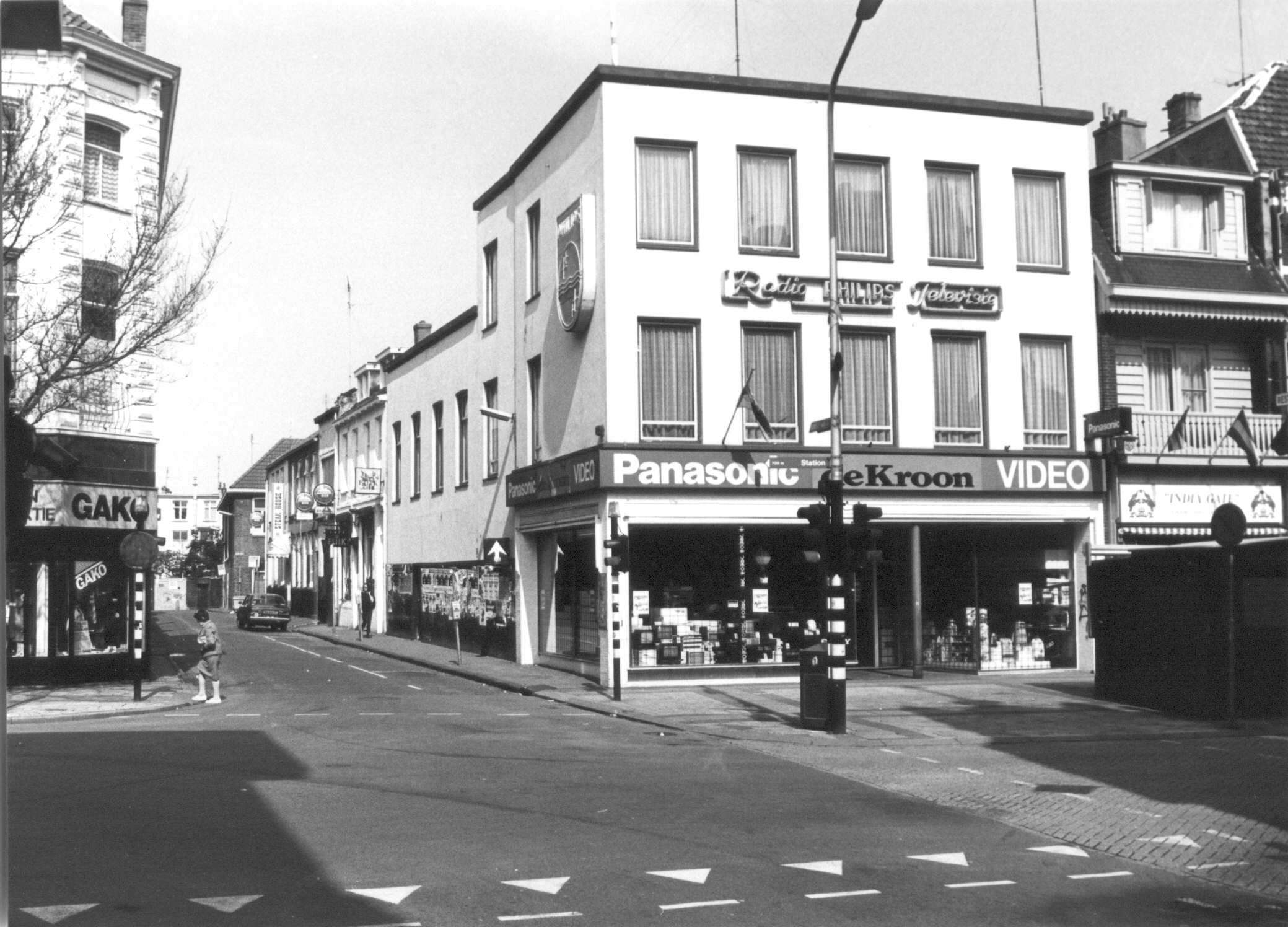
Frontaanzicht winkelpand Radio De Kroon

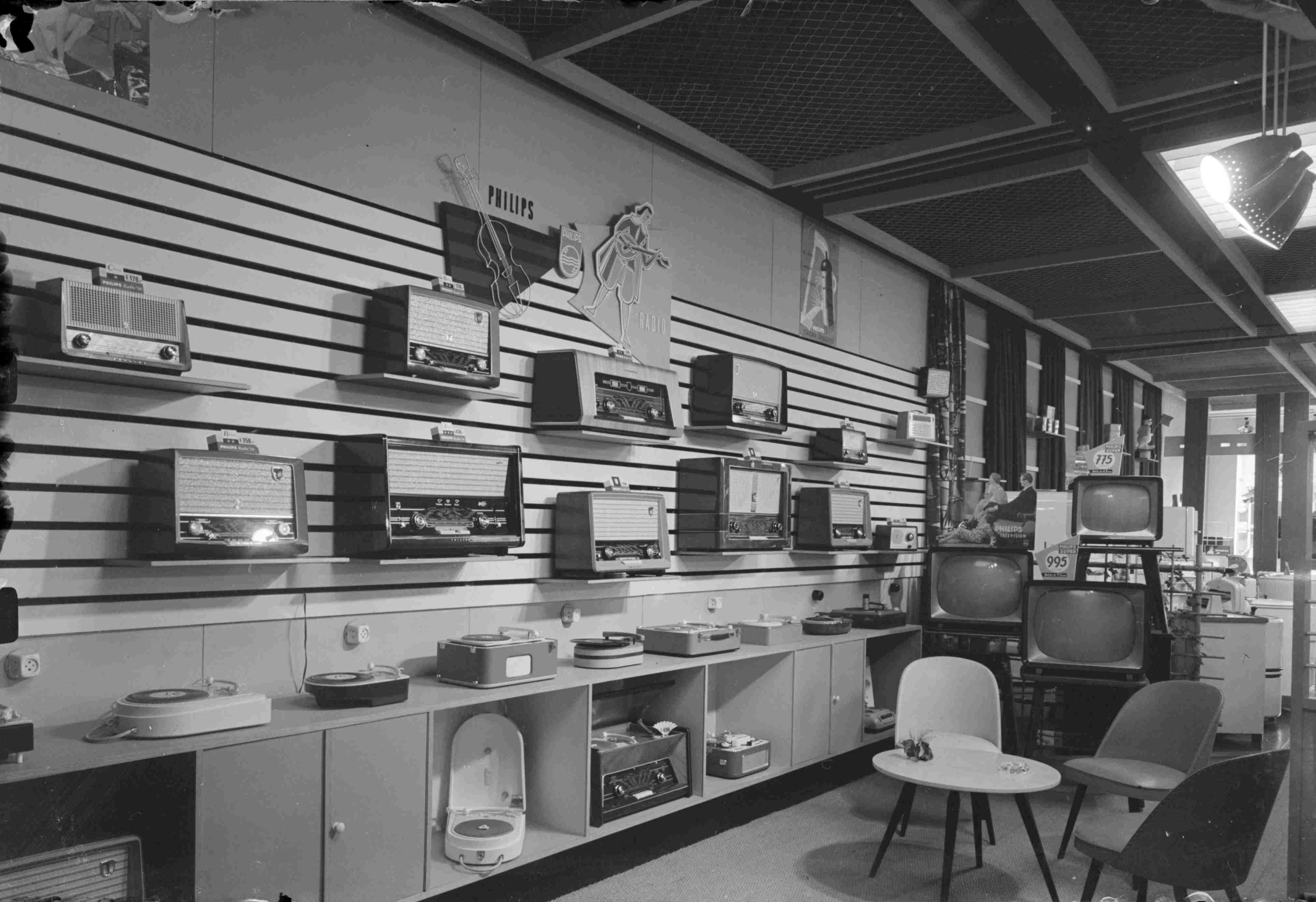
De Radiozaak van De Kroon. GN42735

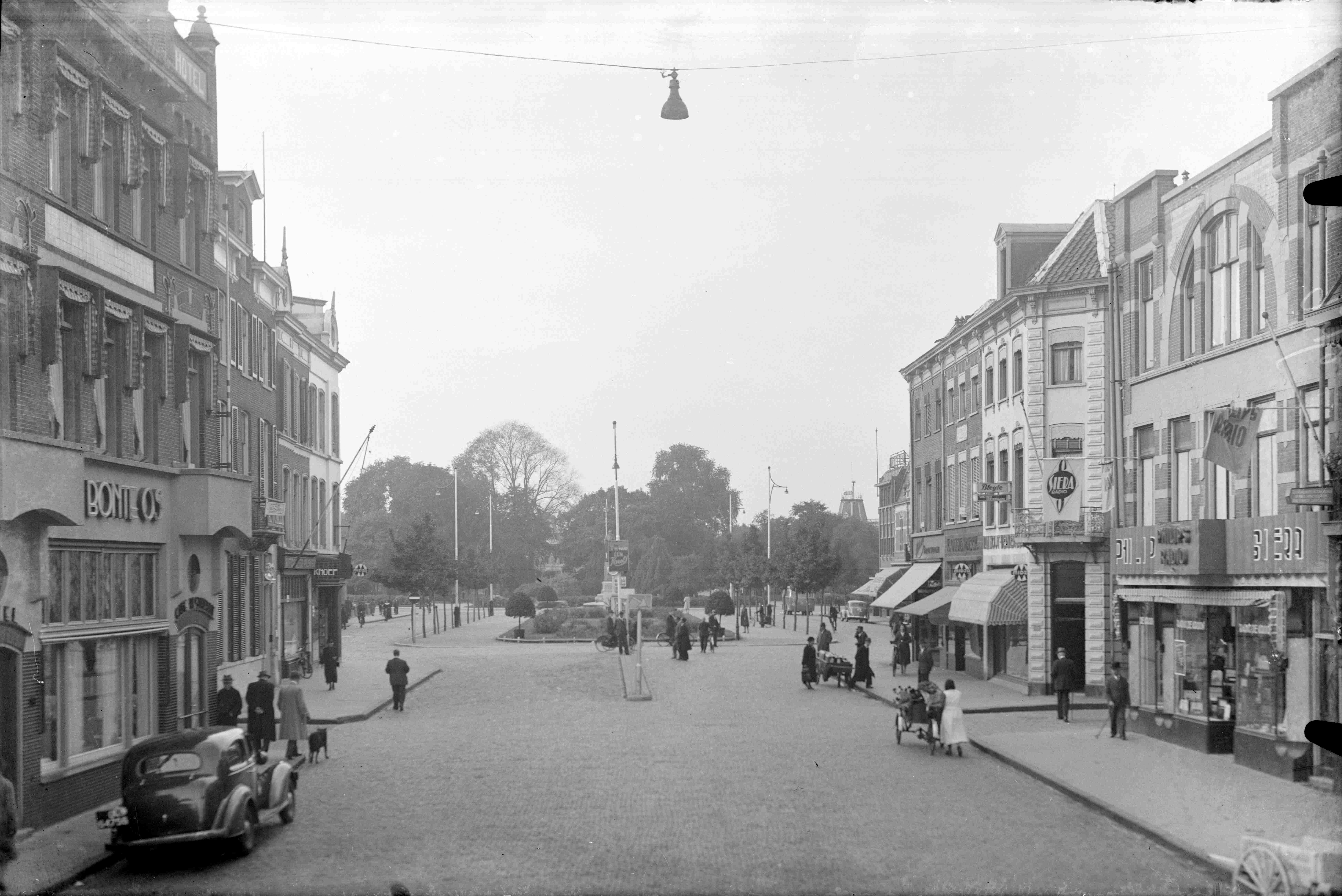
De Molenstraat in Nijmegen anno 1938, met aan de rechterzijde het toenmalige winkelpand van Radio De Kroon

Radio De Kroon  was een Nederlands winkelbedrijf dat tussen 1925 en 1994 bestaan heeft. Het bedrijf was van oorsprong Nijmeegs. Het werd vooral bekend vanwege de verkoop van radio- en televisietoestellen. 

## Geschiedenis
Het bedrijf werd opgericht door Luite Veen. Op jonge leeftijd had hij, onder de hoede van zijn vader, al een eigen handel in rijwielen en motoren aan de Piersonstraat in Nijmegen. Nadat in 1925 aan de Zeigelbaan een geschikt winkelpand (en bovenliggend woonhuis) beschikbaar kwam, besloot hij om dat pand te kopen en een winkel te openen, genaamd Rijwielbazar De Kroon, waar hij fietsen, fietsonderdelen, elektronische artikelen en lampenkappen verkocht. Later veranderde hij de naam in Rijwielmagazijn de Kroon. De naam ontleende hij aan een voormalig hotel dat in het pand gehuisvest was geweest.  
Verdere uitbreiding kwam door het openen van een tweede winkel aan de Zeigelbaan die de naam kreeg 
“ Het wonder van Nijmegen”. Hier verkocht hij tegen zeer lage prijzen diverse artikelen waarmee hij de strijd wilde aangaan met de marktkooplieden. 
Op 15 september 1934 opende het bedrijf als eerste een Philips radiotoestellen-centrale in zijn winkelpand aan de Zeigelbaan. In samenwerking met Philips werd klanten aangeboden om, middels een huurkoopconstructie, een radiotoestel aan te schaffen. 

De zaken gingen voorspoedig. In 1938 kocht hij een nieuw, groot winkelpand op de hoek van de Molenstraat en de Eerste Walstraat.
In deze winkel werden naast verlichting, wasmachines, haarden, stofzuigers ook radiotoestellen verkocht en was er gelegenheid voor klanten om het radiogeluid te beluisteren in een speciale radio-gehoorzaal. Eerder dat jaar had het bedrijf het hoofdagentschap van het nieuwe merk radiotoestellen van Koninklijke Philips, de Siera, verkregen.  

Ook richtte Luite Veen het radio-grossiersbedrijf Gelenha NV op, dat gevestigd werd in de Betouwstraat. Dit bedrijf was alleenverkoper van de voorloper van de jukebox, de elektrische grammofoon Wikafoon met een voor die tijd unieke 30-voudige wisselaar voor grammofoonplaten. 

### Tweede Wereldoorlog
Bij het bombardement van 22 februari 1944 op de Nijmeegse binnenstad werd de Zeigelbaan vol getroffen. Van de oorspronkelijke 'Rijwielbazar De Kroon' en het bovenhuis bleef niets meer over. Het stratenplan in het centrum van Nijmegen werd na de oorlog tijdens de Wederopbouw nogal ingrijpend veranderd; op de plaats waar voorheen de verwoeste straten hadden gelegen, werd Plein 1944 aangelegd.
Luite richtte zich nu noodgedwongen volledig op zijn winkel in de Molenstraat, die ook enige schade had opgelopen maar niet ernstig verwoest was. In 1945 kreeg hij de vergunning om te verbouwen en de aangrenzende panden in de Eerste Walstraat bij de winkel te betrekken. Hierdoor ontstond een grote ruimte met plaats voor twee grote showrooms, een luisterruimte voor radio's, een luisterrijke voor grammofoonplaten, een fietsenwerkplaats, een reparatiewerkplaats voor radio's en een groot magazijn dat uitkwam aan de Karrengas.

### 1945 - 1976
De naam van het bedrijf werd veranderd in Elektrotechnisch bureau De Kroon. 
In 1951 overleed oprichter Luite Veen onverwachts op 48-jarige leeftijd. Zijn vrouw verkocht daarna in 1953 het bedrijf aan haar dochter Bep en schoonzoon Ton Grotendorst. Zij breidden het assortiment uit en startten met de verhuur van de eerste televisietoestellen en andere nieuw op de markt gekomen huishoudelijke apparatuur. 

In 1960 besloot men het winkelpand te gaan verbouwen. De historische voorgevel uit 1903 verdween en het pand kreeg nu een moderne uitstraling met een groot reclamebord van  Philips, dat vanaf het Keizer Karelplein zichtbaar was.

### 1976 - 1994
Ondanks een periode van succes ontstonden in de jaren 70 financiële problemen doordat klanten hun rekeningen niet meer op tijd betaalden of huurkoop-betalingsverplichtingen niet nakwamen. Er volgden beslagleggingen en een faillissement leek onafwendbaar. Electric Trading Company BV (ETC), eigendom van Rouke Jaarsma en Jacques Gijssen, bleek interesse te hebben in een overname en op 1 augustus 1976 werd het bedrijf aan ETC verkocht. Het winkelpand zelf bleef buiten de verkoop en werd verhuurd aan de nieuwe eigenaar. 
Vanwege de grote naamsbekendheid veranderden de nieuwe eigenaren de naam van het bedrijf zelf niet. Ze pasten dit aan naar ETC De Kroon Economische groei volgde en het bedrijf opende nieuwe vestigingen in Apeldoorn, Ede, Doetinchem, Venray, Venlo, Zevenaar, Waalwijk, Geleen, Vianen, Groesbeek, Tiel, Den Bosch en Culemborg. Het hoofdkantoor werd verplaatst en gevestigd in Wijchen, aan de Woeziksestraat. 

Verzadiging van de markt in de jaren 80 leidde vervolgens echter weer tot afstoting van een groot deel van de winkels.  Dat bleek niet voldoende om een faillissement te voorkomen; op 25 januari 1994 sloot het laatste filiaal zijn deuren.